# Миланка Кљајић
Миланка Кљајић (Старо Село, код Петриње, 1924 — Јошавица, код Глине, 22. јануар 1943) била је учесница Народноослободилачке борбе и народни херој Југославије.

## Биографија
Рођена је 1924. године у Старом Селу, код Петриње у српској породици. Потиче из врло сиромашне сељачке породице. Као тринаестогодишња девојчица одлази у Војводину, да ради као сезонски радник. Зими долази у своје село, где упознаје људе који су агитовали за Комунистичку партију.
Као седамнаестогодишња дјевојка, 1941. године Миланка је учествовала у акцијама које је Партија водила у припреми устанка у њеном крају. Међу првим људима, њеног села, које су усташе убиле, били су и њени отац и брат. Тад је Миланка, као прва сеоска девојка, отишла у банијске партизане. Већ после неколико акција, запажена је њена храброст, а убрзо постаје и партизански десетар. У нападу на Мајур, убила је немачког капетана. Године 1942. примљена је у чланство Комунистичке партије Југославије (КПЈ). Лист Антифашистичког фронта жена Жена данас писао је о херојским подвизима омладинке-борца Миланке Кљаић.
У нападу Седме банијске ударне бригаде и Трећег батаљона Банијског партизанског одреда одреда на железничку пругу између Сиска и Суње, 18. и 19. новембра 1942. године, у жестокој борби с Немцима, усташама и домобранима, нарочито се истакла. У борбама код села Јошавица, 22. јануара 1943. године, у три узастопна јуриша бригаде, Миланка је била на челу свог вода. Погинула је у трећем јуришу, на свега два метра од непријатељског рова, у који је требало да ускочи. За време усташких покоља и Народноослободилачке борбе погинула је цела њена породица. Данас једна улица у Београду носи њено име.
Указом председника ФНР Југославије Јосипа Броза Тита 27. новембра 1953. проглашена је за народног хероја.